# OMC (Gerace Marina)
OMC is een historisch merk van motorfietsen.
OMC stond voor: Officine Meccaniche Calabresi, Gerace Marina.
OMC was een Italiaans merk dat van 1933 tot 1935 door Vittorio Bruzzese geconstrueerde 173 cc kopkleppers met een eigen blokmotor bouwde.